# MLLT1
MLLT1‏ (MLLT1, super elongation complex subunit) هوَ بروتين يُشَفر بواسطة جين MLLT1 في الإنسان.